# Сова (аэропорт)
Сова (ИКАО: FBSN) — частный аэропорт, расположенный рядом с Сова, Ботсвана. Город расположен в районе с почвой, насыщенной легкорастворимыми солями, где добывают карбонат натрия. На местном языке Sowa означает поваренная соль.

## Характеристики
Аэропорт находится на высоте 2985 футов (910 м) над среднем уровнем моря.
У него есть одна взлётно-посадочная полоса номер 11/29 с асфальтным покрытием длиной 1640 м.